# Années 1880
Les années 1880 couvrent la période de 1880 à 1889.

## Événements
- 1879-1882 : guerre agraire, période de troubles anti-britannique en Irlande[1].
- 1880 : mise en place d'une politique officielle d'assimilation des aborigènes en Australie[2] ; les missions (catholiques, luthériennes, anglicanes…) sont multipliées pour regrouper les populations aborigènes et les convertir au christianisme et éradiquer les pratiques dites « primitives », comme l’initiation des jeunes gens. La conversion des adultes s’avère difficile. On tente d’isoler les enfants dans des pensionnats pour leur inculquer les préceptes bibliques. De 1880 à 1966, 10 à 30 % des enfants aborigènes sont séparés de leur famille pour les confier à des orphelinats, à des missions chrétiennes ou à des familles d'accueil blanches[3].
- 1880-1881 : première guerre des Boers[4].
- 1880-1900 : troubles antisémites en Algérie  ; les juiveries de Tlemcen, Alger, Oran, Sétif, Mostaganem sont périodiquement incendiées, les cimetières sont profanés et les synagogues envahies[5].
- 1881 :
  - la Roumanie, dont l'indépendance est reconnue depuis 1878, est érigée en royaume (dans les frontières du Vieux Royaume)[6].
  - loi sur la liberté de la presse, en France[7].
  - le traité du Bardo, complété par les conventions de La Marsa (1883), établit le protectorat français de Tunisie[8].
- 1881-1882 :
  - l’assassinat du tsar Alexandre II de Russie le 13 mars 1881 est suivi de la première vague de pogroms à l’encontre des Juifs dans l’Empire russe. C'est le début de la première vague d’immigration juive (aliya ou alyah; 1881-1902), des Juifs venus de Russie, de Roumanie, et du Yémen viennent s’installer en Palestine[9],[10]. Les populations sont prises en charge par l’Alliance israélite et orientées vers des colonies agricoles financées par Edmond de Rothschild (Rishon LeZion, Zikhron Yaakov, Rosh Pina). À la veille de la première vague de réfugiés européens, la population juive de Palestine est estimée à vingt mille personnes. Le sultan n’autorise les immigrants à s’installer (sauf en Palestine) qu’à condition qu’ils deviennent sujets ottomans. En outre, la vente de terre supplémentaire est interdite aux colons qui sont déjà installés en Palestine[11].
  - lois Jules Ferry ; école laïque gratuite pour tous en France[7].
- 1881-1899 : révolte mahdiste au Soudan[12].
- 1882 : intervention britannique en Égypte contre la révolte ʻUrabi.  L'Égypte devient un protectorat britannique[8].
- 1882-1886 : les Mandingues de Samory Touré résistent sur le Niger à l’avance française[13].
- 1883 :
  - éruption du Krakatoa[14].
  - la signature du traité d'Ancón met fin à la guerre du Pacifique[15].
- 1883-1887 : la France — qui a déjà envahi, en 1858, puis annexé, en 1863, la Cochinchine et qui a placé sous protectorat le Cambodge en 1863 — étend son domaine en Indochine ; l'expédition du Tonkin, ordonnée par Jules Ferry et corollaire de la guerre franco-chinoise conduit, par deux traités de Hué en 1883 et en 1884, à l'instauration de deux nouveaux protectorats, distincts, sur l'Annam et le Tonkin ; en 1887, ces quatre territoires sont regroupés au sein de l'Indochine française[16].
- 1884-1885 : la conférence de Berlin fixe les règles du partage de l'Afrique par les puissances européennes. Création de l'État indépendant du Congo, possession personnelle du roi des Belges[8].
- 1885 : George Eastman fabrique une pellicule photographique souple en bobines qui remplace les plaques de verre. En 1888, il commercialise le premier appareil photographique portable fabriqué en série sous la marque « Kodak »[17].
- 1885-1886 : guerre serbo-bulgare[18].
- 1886-1889 :  expédition de secours à Emin Pasha en Équatoria[19].
- Londres soutient les nationalistes arméniens et bulgares. En s’appuyant sur des éléments non turc de l’Empire ottoman, la Grande-Bretagne entend garantir la sécurité de ses accès aux Indes, en contrôlant les ports de la Méditerranée orientale, le canal de Suez et les côtes d’Arabie.
- Répression allemande au Togo contre le culte de Denteh de Kete-Krachi[20].

## Personnages significatifs
- Abdülhamid II
- Alexandre II (empereur de Russie)
- Alexandre III (empereur de Russie)
- Otto von Bismarck
- Cixi
- François-Joseph Ier d'Autriche
- Jules Ferry
- Léon Gambetta
- James Abram Garfield
- William Ewart Gladstone
- Guillaume Ier (empereur allemand)
- Guillaume II (empereur allemand)
- Benjamin Harrison
- Ernest Renan
- Cecil Rhodes
- Auguste Rodin
- Victoria (reine)